# Windé
Windé (ou Hina Vindé, Hina Windé) est une localité du Cameroun située dans le département du Mayo-Tsanaga et la Région de l'Extrême-Nord, à proximité de la frontière avec le Nigeria. Elle fait partie de la commune de Hina et du canton de Hina rural.

## Population
En 1966-1967, la localité comptait 971 habitants, principalement des Hina et des Daba. À cette date elle accueillait un marché régional hebdomadaire le mardi, ainsi qu'un marché de coton. Elle était dotée d'un dispensaire et d'une école publique à cycle incomplet, d'un poste agricole et d'un poste d'élevage.
Lors du recensement de 2005, on y a dénombré 3 006 personnes.